# 川崎市立稲田中学校
川崎市立稲田中学校（かわさきしりつ いなだちゅうがっこう）は、神奈川県川崎市多摩区宿河原四丁目にある公立中学校。略称は「稲中 (いなちゅう) 」。

## 概要

### 教育目標
1. 学校教育目標「基礎的能力をもつ有用な社会人の育成」[1]
2. 生徒への具体目標「よき個人」「よき社会人」「よき職業人」[1]
  - 心身共に健やかで実行力のある人[1]
  - 豊かな教養と情操をもつ人[1]
  - 他人を尊重し、正義を貫く人[1]
  - 奉仕、協力、責任感のある人[1]
  - 勤労を愛し、自己の職業に打ち込む人[1]
  - 職業生活に深い理解を持つ人[1]

### 校章
- 校章 - 桜の花の中に稲中の文字と15本の雄蕊[3]

### 校歌
- 『校歌』[3]
  - 作詞：安藤壮一[3]
  - 作曲：下総皖一[3]

1954年（昭和29年）7月から8月に校歌歌詞を公募し65編の応募があり、同年10月の審査で歌詞を決定した。

### 広報紙
- 『いなだ中』

## 沿革
出典
- 1947年（昭和22年）
  - 5月5日 - 川崎市立登戸小学校内に開校。
  - 5月28日 - 後援会設立。
  - 7月1日 - 校章制定。
  - 10月23日 - 第1回体育祭開催。
- 1948年（昭和23年）10月4日 - PTA設立。
- 1949年（昭和24年）
  - 2月8日 - 現在地に新校舎竣工、移転。
  - 3月23日 - 第1回卒業証書授与式挙行。
  - 9月21日 - 子供銀行開設。
  - 10月6日 - 新校舎落成式挙行。
- 1950年（昭和25年）5月7日 - 同窓会発足。
- 1954年（昭和29年）10月3日 - 校旗制定式。
- 1955年（昭和30年）2月12日 - 校歌制定式。
- 1962年（昭和32年）10月16日 - 創立10周年記念式典挙行。
- 1960年（昭和35年）4月1日 - 川崎市立中野島中学校創立に伴い、学区域の一部を中野島中学校へ移管（現在の菅中学校、南菅中学校の学区域も含む）。
- 1964年（昭和39年）1月10日 - ミルク給食開始。
- 1967年（昭和42年）11月2日 - 創立20周年記念式典挙行。
- 1970年（昭和45年）
  - 5月2日 - 生徒用更衣室完成。
  - 7月31日 - プール完成。プール開き。
- 1975年（昭和50年）4月1日 - 精神薄弱学級開設。
- 1982年（昭和52年）11月1日 - 創立30周年記念式典挙行。
- 1980年（昭和55年）
  - 4月1日 - 川崎市立枡形中学校創立に伴い、学区域の一部を枡形中学校へ移管。
  - 4月1日 - 生徒の標準服を改定、通学かばんも統一（新1年生より着用）。
- 1983年（昭和58年）2月7日 - 中庭庭園完成。
- 1984年（昭和59年）
  - 2月28日 - 新体育館完成。
  - 6月2日 - 校舎改築完成。
  - 9月30日 - 校庭整備、掲揚塔完成。
- 1985年（昭和60年） - 一部の教室に冷房を設置。
- 1986年（昭和61年）4月1日 - 情緒障害学級開設。
- 1989年（平成元年）
  - 4月23日 - 格技室新築落成。
  - 7月15日 - 挌技室、屋上プール完成披露。
- 1990年（平成2年）12月26日 - パソコン室完成。
- 1995年（平成7年）4月1日 - 肢体不自由学級開設。
- 1996年（平成8年）4月1日 - 病虚弱学級開設。
- 1997年（平成9年）
  - 4月4日 - 障害児用スローブ完成。
  - 11月8日 - 創立50周年記念式典挙行。
- 1999年（平成11年）1月14日 - 『学校へ行こう!』のコーナー「一週間だけの転校生」の舞台となる。
- 2004年（平成16年）4月1日 - 3学期制から2学期制に変更される。
- 2007年（平成19年）11月3日 - 創立60周年記念式典挙行。
- 2008年（平成20年）4月1日 - 女子制服を棒タイからネクタイへ変更（新1年生より）。
- 2009年（平成21年） - 冷暖房にGHPを導入。
- 2017年（平成29年）11月11日 - 70周年記念式典挙行。

## 学区
本校の学区は以下のとおり。
- 多摩区
  - 宿河原（1丁目～7丁目）
  - 堰（1丁目～3丁目）
  - 長尾（1丁目～7丁目）
  - 登戸（1998番1号、2000番、2043番～2076番、2102番～2107番、2515番～2519番、2572番～2580番、2585番～2745番、2747番～3408番、3427番～3438番、3442番～3656番、3658番～3815番、3821番以降）

なお、本校創立時の学区は、旧橘樹郡稲田町全域にあたる地域及び長尾で、のちに川崎市立中野島中学校、川崎市立枡形中学校の創立を経て、現在の学区となった。

### 校区
市内の公立小学校から通学する場合は、以下の学校の校区に該当する。
- 川崎市立稲田小学校、川崎市立宿河原小学校のほとんど
- 川崎市立長尾小学校、川崎市立久地小学校の一部
- その他の市立小学校（ごく少数）

## 学校行事
- 4月 - 着任式、始業式、入学式、対面式、身体測定、体力テスト
- 5月 - 体育祭、校外学習
- 5〜6月頃 - 修学旅行
- 9月末 - 合唱コンクール
- 10月 - 稲桜祭（文化祭）、生徒会本部役員選挙
- 12月 - マラソン大会
- 1月 - 自然教室、東京遠足
- 3月 - 球技大会、百人一首大会、卒業式、修了式、離退任式

## アクセス
- JR南武線宿河原駅より徒歩5分[7]

## 学校周辺
- 多摩川河川敷 - 校地が河川敷に面している
- すき家川崎宿河原店[8] - 校地の隣に位置する
- 宿河原縄文時代低地遺跡
- 神奈川県立多摩高等学校
- 渋谷教育学園宿川原グランド
- 二ヶ領用水取水口付近の小路
- 二ヶ領せせらぎ館
- 宿河原あおぞら公園
- 宿河原ほしぞら公園
- JR南武線宿河原駅
- 宿河原第二公園
- 宿河原一丁目公園

## 著名な出身者
- 斉藤隆司 - 東京工業高等学校→日本共産党所属の元川崎市議会議員
- 中田光一 - 桜美林高等学校→法政大学→日本鋼管野球部→神奈川大学硬式野球部監督。2007年逝去
- 佐藤麻衣子 - ロサンゼルス五輪、ソウル五輪体操日本代表→鹿屋体育大学助手
- 吉田ふみ子 - 慶應義塾女子高等学校→慶應義塾大学→元川崎市議会議員
- 佐野まり - 桐蔭学園高等学校→東京女子体育短期大学→青空工房所属のアーティスト
- 元木章博 - 神奈川県立百合丘高等学校→鶴見大学文学部准教授
- 平野恵一 - 桐蔭学園高等学校→東海大学→阪神タイガース所属のプロ野球コーチ）
- 矢島悠子 - 神奈川県立多摩高等学校→中央大学→テレビ朝日所属のアナウンサー）
- 片桐秋彦 - 東京実業高等学校→川崎新田ボクシングジム所属のバンタム級プロボクサー
- 古橋岳也 - 神奈川県立生田東高等学校→日本体育大学→第44代・第46代日本スーパーバンタム級王者。川崎新田ボクシングジム所属
- 神宮朋哉 - 東海大学付属相模高等学校→鶴見大学→神奈川フューチャードリームス所属のプロ野球選手
- 日下石萌果 - 神奈川県立生田高等学校→桐蔭横浜大学→飛騨高山ブラックブルズ岐阜所属のハンドボール選手
- 長澤颯飛 - 開志国際高等学校→中京大学所属のスノーボーダー